# Saski Baskonia
El Club Deportivo Baskonia Vitoria Gasteiz, comúnmente conocido como Saski Baskonia o, simplemente, Baskonia, es un club profesional de baloncesto español, con sede en Vitoria, el cual fue fundado el 3 de diciembre de 1952 como una de las secciones deportivas del Club Deportivo Vasconia.
Compite en la máxima categoría del baloncesto español, la Liga ACB, competición que ha vencido en cuatro ocasiones convirtiéndose en la década de los años 2000 en uno de los clubes más reconocidos del panorama nacional y europeo. A nivel continental su mayor logro se produjo en la temporada 1995-96 al conquistar una Recopa de Europa y en la que consiguió también dos subcampeonatos, al igual que en el máximo torneo de clubes, la Euroliga.
Disputa sus encuentros como local en el Fernando Buesa Arena, recinto con una capacidad de 15 717 espectadores. Hasta enero de 2012, durante las obras de ampliación del Buesa Arena, Baskonia jugó en el Iradier Arena, con capacidad para 8 520 personas.
La presidencia del club está a cargo desde septiembre de 1988 del exjugador del club Josean Querejeta. Una de sus primeras acciones al llegar al cargo fue convertirlo en la primera sociedad anónima deportiva de España, pasando a recibir su denominación actual.
El Club cuenta con una mascota, un carnero de nombre Aker.

## Historia

### Fundación en el seno del C. D. Vasconia
Fue el 3 de diciembre del año 1952 cuando nace como una sección del Club Deportivo Vasconia —recibiendo la denominación homónima—, por aquellos tiempos presidido por Félix Ullivarriarrazua. Debido a los malos resultados deportivos del equipo futbolístico la presidencia del club decidió potenciar otras secciones y entre ellas se organizó una sección de baloncesto, siguiendo la línea de promoción del deporte que la asociación tenía fijada. Un equipo de ajedrez, de gran importancia en la época, fue otra de las disciplinas surgidas.
El equipo comenzó sus andaduras en el campeonato alavés frente a los clubes de la región. Sphaira, Deportivo Alavés, Club Deportivo Vitoria —también de reciente creación— además del propio C. D. Vasconia fueron los contendientes, integrando los vasconistas los jugadores Conde, Platas, Angulo, Covo, Corral, Marín, Ibarra y Muzás. El primer encuentro oficial de su historia se produjo el 3 de diciembre frente al Deportivo Alavés, cayendo derrotado por 12-35, anotando sus primeros puntos Conde (3), Aguirre (4) e Ibarra (5). Mismo desenlace tuvieron el resto de sus partidos en el torneo valedero para la clasificación al Campeonato de España —en su fase vallisoletana—, conquistando sin embargo el trofeo a la deportividad. Su primera victoria se produjo en el quinto partido de su historia, y primero tras el torneo, producido el 18 de diciembre, al derrotar al Sphaira por 6-2 en un torneo a tres por el período invernal organizado por la federación alavesa.
Se llegó así a 1959, fecha en la que se designa a Vicente Elejalde como el primer técnico de un equipo novato en su primera temporada dentro de la categoría nacional. En ella finalizó en segunda posición del Campeonato Provincial, superado únicamente por el Corazonistas, equipo de un colegio de la capital alavesa.
Desde entonces y hasta la temporada 1968-69 compitió en categoría provincial consiguiendo cinco campeonatos y finalmente el ascenso a la Tercera División. En la temporada siguiente consiguió su primer título oficial a nivel nacional al conseguir el ascenso a la Segunda División y dos años más tarde quedó campeón de su categoría y ascendió a la Liga Nacional —primera categoría del baloncesto español—.
Para acometer su primera edición en la máxima categoría se contrató al madrileño y exjugador del club Pepe Laso como técnico, debido a su experiencia en la competición con el Real Madrid Baloncesto, con el que fue campeón. Su primer partido se saldó con una victoria por 89-67 frente al Club Baloncesto Breogán el 29 de octubre. La plantilla histórica de la temporada estaba conformada por: Pinedo I, Pinedo II, Choche Armentia, Carlos Luquero, Amado Ubis, Pichu Ibáñez, Jesús Arana, José Luis Lázaro, Francisco Javier Zurrutuza, Javier Buesa y Ramón Díaz de Argote. Al finalizar la campaña sumaron un total de doce victorias y dieciocho derrotas que le permitieron conservar la categoría.
En la temporada 1976-77 se decidió cambiar ligeramente el nombre oficial del club, a manos del presidente José Luis Sánchez Erauskin, variando la letra inicial "V" por la "B", pasando a denominarse de manera más acorde a la lengua euskera como Club Deportivo Basconia, a la vez que firmaba uno de sus primeros acuerdos de patrocinio, en este caso el de las bebidas carbonatadas Schweppes.
No fue hasta la temporada 1980-81 cuando experimentaron el que es su único descenso, tras sumar únicamente seis victorias. Sin embargo logró el ascenso a tiempo para ser uno de los equipos que conformaron la nueva categoría del baloncesto español, la Liga ACB de carácter puramente profesional, y que pasó a sustituir a la Liga Nacional.

### Etapa ACB
La circunstancia del descenso no se produjo nuevamente en la temporada 1983-84, la primera bajo el nuevo organismo de la Asociación de Clubs de Baloncesto, ya que debido a su trayectoria en la primera fase de la regular se le encuadró en el grupo "A" en la segunda fase, lo que le libraba de dicha circunstancia pese a sumar solo siete victorias en veintiocho partidos de fase regular, y sí disputó una eliminatoria previa para optar al play-off por el título, aunque fue eliminado en dicha ronda por el Círcol Catòlic de Badalona.
Para dicha temporada el club recibió el patrocinio de Caja de Álava. Desde entonces se produjo una consolidación y crecimiento económico en el club que le llevó años después a grandes éxitos deportivos reforzados por su trabajo en categorías inferiores.
En 1985 logró su primer título, el Trofeo ACEB-Asociación, un torneo clasificación a la Copa Korać disputado entre los equipos eliminados en la primera ronda de los play-offs. En la final se impuso por 93-85 al Club Baloncesto Zaragoza. Gracias a la victoria disputó por vez primera una competición europea, donde tras eliminar a los neerlandeses del BC Virtus Werkendam, cayó derrotado por el ASVEL francés por un 182-172 global. Durante aquellos años se produjeron los debuts en el primer equipo de jóvenes valores como Pablo Laso y Alberto Ortega.

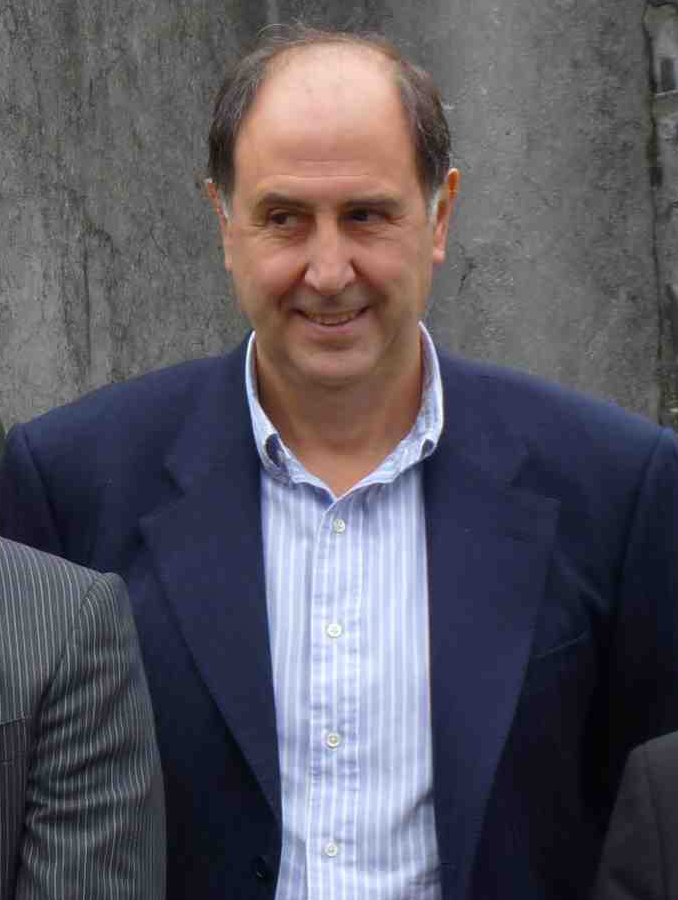
Josean Querejeta, presidente desde 1987. En esta etapa el club se ha situado en la élite española.

Se llegó así a 1987, una de las fechas más significativas de la sección al iniciarse un acuerdo con la empresa Taulell S. A., a través de sus marcas Taugrés y TAU Cerámica, convirtiéndose en el patrocinador más antiguo de la ACB y uno de los más fieles a nivel deportivo. Con él el club conquistaría sus mayores éxitos. Junto con el patrocinio se produjo otro que terminó por determinar el futuro de la entidad: el recientemente retirado Josean Querejeta fue elegido presidente del club, siendo una de sus primeras acciones la de convertirlo en la primera sociedad anónima deportiva del España, pasándose a denominarse Club Deportivo Saski-Baskonia S. A. D.. El 26 de enero de 2020 su presidente Josean Querejeta recibe en el teatro Arriaga de Bilbao el premio de la Fundación Sabino Arana por su trayectoria.
En lo deportivo, el club se situó en la élite del baloncesto español en la segunda mitad de los años 90. Un equipo dirigido por Manel Comas, con jugadores como Pablo Laso, Velimir Perasovic, Marcelo Nicola y Ramón Rivas, levantó la Copa del Rey de 1995. La siguiente temporada se ganaría la Recopa de Europa y en los años siguientes se volvería a ganar varias veces la Copa del Rey, se llegaría a la final de la Euroliga en dos ocasiones y se obtendría la primera liga ACB en la temporada 2001-2002. El equipo, dirigido por Duško Ivanović, estaba formado por Elmer Bennett, Sergi Vidal, Luis Scola, Andrés Nocioni, Dejan Tomašević y Fabricio Oberto, entre otros. Se repetiría título en 2007-2008 con un equipo completamente renovado con Pablo Prigioni, Igor Rakočević, Mirza Teletović, Pete Mickeal y Tiago Splitter; y de nuevo dos años más tarde, en la temporada 2009-2010, con el base brasileño Marcelinho Huertas en lugar de Prigioni, y a pesar de la marcha de Rakocevic y Mickeal.

## Uniforme
Desde que Taulell iniciara el mecenazgo del club en 1987, ocho marcas deportivas han vestido a los jugadores del Baskonia: Converse (en dos etapas), J’Hayber, Adidas, AND 1, Astore, Li Ning, Royal Sport y Hummel. Durante 24 años, el blanco ha sido el color dominante en sus uniformes, ya que no en vano fue la primera equipación vestida por el club en 1952; pero desde la temporada 2011-12, el conjunto de Vitoria ha recuperado los colores azul y granate.
- Primer uniforme: Camiseta azulgrana de rayas verticales y pantalón azul. El tono azul es muy oscuro, casi negro.

| Primera equipación | (Ver evolución) | Equipación actual |

## Jugadores célebres
| - Elmer Bennett - Pierria Henry - Alec Peters - Lamar Odom - Kenny Green - Joe Arlauckas - Pete Mickeal - DariusThompson - Codi Miller McIntyre (El Lobo) - Darius Adams - Shane Larkin - Will McDonald - James Singleton - Lamont Hamilton - Darrun Hilliard - Mike James - Pierriá Henry - Markus Howard - Dāvis Bertāns - Mirza Teletović - Nemanja Bjelica - Igor Rakočević - Vanja Marinković - Dejan Tomašević - Velimir Perasović | - Zoran Planinić - Sasha Vujačić - Goran Dragić - Zoran Dragić - Arvydas Macijauskas - Rokas Giedraitis - Saulius Štombergas - Mindaugas Timinskas - Tadas Sedekerskis - Fabricio Oberto - Luis Scola - Andrés Nocioni - Pablo Prigioni - Walter Herrmann - Marcelo Nicola - Nicolas Laprovittola - Patricio Garino - Luca Vildoza - Tiago Splitter - Marcelinho Huertas | - Shavon Shields - Sergi Vidal - Iñaki Garaialde - Fernando San Emeterio - Pablo Laso - Pau Ribas - José Antonio Querejeta - José Manuel Calderón - Chicho Sibilio - Achille Polonara - Simone Fontecchio - Ramón Rivas - Walter Hodge - Jayson Granger - Ioannis Bourousis - Adam Hanga - Carl English - Tornike Shengelia - Ilimane Diop |

## Plantilla

### Altas y bajas 2024-25
| Altas                   | Altas     | Altas                   | Altas           | Altas |
| Jugador                 | Posición  | Procedencia             | Tipo            | Costo |
| ----------------------- | --------- | ----------------------- | --------------- | ----- |
| Kamar Baldwin           | Base      | Aquila Basket Trento    | Fin de contrato | —     |
| Trent Forrest           | Base      | Atlanta Hawks           | Fin de contrato | —     |
| Donta Hall              | Ala-Pívot | AS Mónaco Basket        | Fin de contrato | —     |
| Ognjen Jaramaz          | Base      | KK Partizan             | Fin de contrato | —     |
| Timothé Luwawu-Cabarrot | Alero     | ASVEL Lyon-Villeurbanne | Fin de contrato | —     |

| Bajas                | Bajas      | Bajas                     | Bajas           | Bajas |
| Jugador              | Posición   | Destino                   | Tipo            | Cobro |
| -------------------- | ---------- | ------------------------- | --------------- | ----- |
| Chris Chiozza        | Base       | Bandera de ?              | Fin de contrato | —     |
| Matt Costello        | Pívot      | Valencia Basket           | Fin de contrato | —     |
| Dani Díez            | Alero      | San Pablo Burgos          | Fin de contrato | —     |
| Duško Ivanović       | Entrenador | Bandera de ?              | Fin de contrato | —     |
| Maik Kotsar          | Pívot      | Yokohama B-Corsairs       | Fin de contrato | —     |
| Vanja Marinković     | Escolta    | KK Partizan               | Fin de contrato | —     |
| Codi Miller-McIntyre | Base       | Estrella Roja de Belgrado | Fin de contrato | —     |
| Jordan Theodore      | Base       | Bandera de ?              | Fin de contrato | —     |

## Datos del Club
|  | Para los detalles estadísticos del club, véase Estadísticas del Saski Baskonia |

### Denominaciones
A lo largo de su historia, la entidad ha visto como su denominación variaba por diversas circunstancias hasta la actual de Club Deportivo Saski-Baskonia —adoptada en el año 1988—. Fue establecida como la rama baloncestística del Club Deportivo Vasconia y se fundó bajo el mismo nombre que la entidad a efectos legales.
A continuación se listan las distintas denominaciones de las que ha dispuesto el club a lo largo de su historia:
- Club Deportivo Vasconia (1952-76) Se crea la sección de baloncesto de igual denominación a la sección principal de fútbol.
- Club Deportivo Basconia (1976-88) Tras la instauración de la democracia se recuperan denominaciones que no cumplían la castellanización impuesta por el anterior régimen.
- (Caja Álava) Basconia (1983-86) La ACB incorpora a su denominación el nombre de su principal patrocinador. (No oficial del club)
- (Taugrés / TAU Cerámica) Vitoria (1986-09) La ACB incorpora a su denominación el nombre de su principal patrocinador. (No oficial del club)
- (Caja Laboral / Laboral Kutxa) Vitoria (2009-16) La ACB incorpora a su denominación el nombre de su principal patrocinador. (No oficial del club)
- Baskonia Vitoria Gasteiz (2016-17) La ACB incorpora a su denominación el nombre de su principal patrocinador. (No oficial del club)
- (Kirolbet Baskonia) Vitoria (2017-2020) La ACB incorpora a su denominación el nombre de su principal patrocinador. (No oficial del club)
- (TD Systems Baskonia) Vitoria (2020-2021) La ACB incorpora a su denominación el nombre de su principal patrocinador. (No oficial del club)
- (Bitci Baskonia) Vitoria (2021-22) La ACB incorpora a su denominación el nombre de su principal patrocinador. (No oficial del club)
- (Cazoo Baskonia) Vitoria (2022-act) La ACB incorpora a su denominación el nombre de su principal patrocinador. (No oficial del club)
- Club Deportivo Saski-Baskonia S. A. D. (1988-Act.) Conversión de la entidad en una Sociedad anónima deportiva (S. A. D.).

### Trayectoria y palmarés resumido
|  | Para más detalles, consultar Palmarés del Saski Baskonia y Trayectoria del Saski Baskonia |

Nota: en negrita competiciones vigentes en la actualidad.
| Competición internacional | Títulos   | Subcampeonatos            |
| ------------------------- | --------- | ------------------------- |
| Euroliga (0)              |           | 2000-2001, 2004-2005. (2) |
| Recopa de Europa (1)      | 1995-1996 | 1993-1994, 1994-1995. (2) |

| Competición nacional    | Competición nacional    | Títulos                                                           | Subcampeonatos                                            |
| ----------------------- | ----------------------- | ----------------------------------------------------------------- | --------------------------------------------------------- |
| Campeonato de Liga (4)  | Campeonato de Liga (4)  | 2001-2002, 2007-2008, 2009-2010, 2019-2020.                       | 1997-1998, 2004-2005, 2005-2006, 2008-2009, 2017-2018 (5) |
| Copa del Rey (6)        | Copa del Rey (6)        | 1994-1995, 1998-1999, 2001-2002, 2003-2004, 2005-2006, 2008-2009. | 1993-1994, 2002-2003, 2007-2008. (3)                      |
| Supercopa de España (4) | Supercopa de España (4) | 2005-2006, 2006-2007, 2007-2008, 2008-2009                        | 2011-2012, 2018-2019 (2)                                  |
| Trofeo Asociación (1)   | Trofeo Asociación (1)   | 1984-1985.                                                        |                                                           |

| Competición regional | Títulos                                               | Subcampeonatos |
| -------------------- | ----------------------------------------------------- | -------------- |
| Euskal Kopa (5)      | 2010-2011, 2011-2012, 2019-2020, 2020-2021, 2022-2023 | 2021-2022 (1)  |

| C. D. Saski-Baskonia | 5 | 4 | 6 | 4 | - | 1 | - | - | - | - | 20 | Datos actualizados a la consecución del último título el 29 de mayo de 2022. | Datos actualizados a la consecución del último título el 29 de mayo de 2022. | Datos actualizados a la consecución del último título el 29 de mayo de 2022. | Datos actualizados a la consecución del último título el 29 de mayo de 2022. | Datos actualizados a la consecución del último título el 29 de mayo de 2022. | Datos actualizados a la consecución del último título el 29 de mayo de 2022. | Datos actualizados a la consecución del último título el 29 de mayo de 2022. | Datos actualizados a la consecución del último título el 29 de mayo de 2022. | Datos actualizados a la consecución del último título el 29 de mayo de 2022. | Datos actualizados a la consecución del último título el 29 de mayo de 2022. | Datos actualizados a la consecución del último título el 29 de mayo de 2022. | Datos actualizados a la consecución del último título el 29 de mayo de 2022. | Datos actualizados a la consecución del último título el 29 de mayo de 2022. | Datos actualizados a la consecución del último título el 29 de mayo de 2022. | Datos actualizados a la consecución del último título el 29 de mayo de 2022. | Datos actualizados a la consecución del último título el 29 de mayo de 2022. | Datos actualizados a la consecución del último título el 29 de mayo de 2022. | Datos actualizados a la consecución del último título el 29 de mayo de 2022. | Datos actualizados a la consecución del último título el 29 de mayo de 2022. |

Notas : Desde 2004 la ULEB se integró dentro de FIBA Europa, tras la escisión FIBA-EUROLIGA (ULEB), aunque a partir de la temporada 2016/17 tuvo lugar una nueva fractura. Por otra parte, hay que mencionar, que, existió una tercera competición europea: FIBA EuroChallenge -Eurocup FIBA-, desaparecida en 2015 para dar paso a la nueva Copa Europea de la FIBA (e incluso llegó a haber una cuarta competición europea gestionada por la FIBA entre 2002 y 2007); no organizadas ninguna por la ULEB, y que el Saski Baskonia no disputa por la primacía de disputar una competición de superior rango.
El Torneo ACEB-Asociación fue una competición de carácter clasificatorio nacional que enfrentaba a los eliminados del play-off de liga, siendo organizada por un organismo español y no contabilizada, al menos de momento, por la FIBA en su palmarés.

## Instalaciones

### Pabellones

#### Canchas históricas
- Frontón Vitoriano (1952-??) Primer recinto tras su fundación.
- Complejo Deportivo de Mendizorroza (????-90)
- Fernando Buesa Arena (1990-Act.) Traslado por necesidad de mayor aforo según normativa ACB.

#### Ciudad Deportiva BAKH
El Saski Baskonia cuenta desde la temporada 2008/09 con sus propias instalaciones deportivas ubicadas dentro de la Ciudad Deportiva Baskonia, en Vitoria, muy cercano a la localización del pabellón del equipo de baloncesto. Dotado de varias pistas de baloncesto además de polideportivas, sirven de uso tanto para la primera plantilla como para el resto para los equipos de cantera.

## Categorías inferiores
|  | Para más detalles, consultar Baloncesto base del Saski Baskonia |

De la cantera del club salieron algunos de los jugadores históricos y más recordados del baloncesto español como Pablo Laso, Carlos Cazorla, Aitor González de Zárate, Alberto Ortega o Roberto Iñiguez de Heredia, algunos con una gran proyección posterior como técnicos, de manera que la estructura del baloncesto base es indispensable para el club.
El club cuenta en sus categorías inferiores con un equipo filial, dos equipos júnior, dos cadetes y uno infantil.
Entre sus mayores logros figuran dos Campeonatos de España Júnior.

### Saski Baskonia "B"
El equipo filial del club, el Saski Baskonia "B", disputa Leb Plata. Al igual que el resto de equipos de cantera es referido como Fundación 5+11 debido a motivos de patrocinio, y es dependiente de la Federación de baloncesto de Euskadi (en euskera: Euskal Saskibaloi Federazioa).

## Rivalidades

### Encuentros contra equipos NBA
| 14 de octubre de 2010 Euroleague American Tour | Memphis Grizzlies                     | 110–105 | Saski Baskonia |                               |  |
|                                                | Parciales: 19-25, 32-25, 27-30, 32-25 |         |                |                               |  |
|                                                |                                       | Reporte |                | Pabellón: FedExForum, Memphis |  |

| 16 de octubre de 2010 Euroleague American Tour | San Antonio Spurs                                             | 108–85               | Saski Baskonia                                                      |                                    |  |
|                                                | Parciales: 28-22, 33-14, 23-30, 24-19                         |                      |                                                                     |                                    |  |
|                                                | Estadísticas Tony Parker 22 DeJuan Blair 12 Antonio McDyess 6 | Reporte Pts Reb Asts | Estadísticas 20 David Logan 11 (Dos jugadores) 9 Marcelinho Huertas | Pabellón: AT&T Center, San Antonio |  |